# The Leeward Islands Gazette
«The Leeward Islands Gazette» (укр. Газета підвітряних островів) — урядова газета Підвітряних островів, що виходила в Антигуа з 1872 року, доки її не замінила «The Antigua, Montserrat and Virgin Islands Official Gazette» (укр. Офіційна газета Антигуа, Монтсеррату та Віргінських островів).